# Lovrečan (Ivanec)
Lovrečan falu Horvátországban Varasd megyében. Közigazgatásilag Ivanechez tartozik.

## Fekvése
Varasdtól 10 km-re délnyugatra, községközpontjától 10 km-re keletre fekszik.

## Története
A települést I. Ferdinánd király 1564-ben kelt oklevelében említik "Lovrechan" alakban. Ebben a király megerősíti a gersei Pethő családot birtokaiban. 1650-ben III. Ferdinánd oklevelében melyben birtokokat adományozott Varasd vármegye akkori főprépostjának, Dénes fia Miklósnak a bélai uradalom részeként Lovrecsán is szerepel. 
1857-ben 209, 1910-ben 369 lakosa volt. 1920-ig Varasd vármegye Ivaneci járásához tartozott. 1910 és 1971 között Lovrečan Podbelski volt a hivatalos neve. 2001-ben 129 háztartása és 518 lakosa volt.

## Nevezetességei
Szent Lőrinc tiszteletére szentelt kápolnája eredetileg gótikus, barokk stílusban átépítve.

## Külső hivatkozások
- Ivanec város hivatalos oldala
- Az ivaneci turisztkai egyesület honlapja
- Lejla Dobronić: A templomos, a johannita és a szentsír lovagok rendházai, várai és templomai